# Konstanty Lucke
Konstanty Krzysztof Lucke (również Konstanty Krzysztof Lukke lub Łuck) – oficer Wojska polskiego, major w insurekcji kościuszkowskiej, uwieczniony przez Wojciecha Kossaka na Panoramie Racławickiej.

## Życiorys
Przez 40. lat służył w 2. Regimencie Pieszym Koronnym. W 1788 awansował na majora. Był uczestnikiem kampanii litewskiej w wojnie polsko-rosyjskiej 1792 roku. Brał udział w sławnej bitwie pod Racławicami, w której dowodził II batalionem 2. regimentu. 4 kwietnia 1794 wsławił się w niej, prowadząc z rozkazu Tadeusza Kościuszki atak na bagnety przeciw jegrom ppłk Pustowałowa, który wzmocnił atak kosynierów na rosyjski armaty. W wyniku tego ataku rosyjska piechota została wycięta, artyleria zdobyta, a uciekający Kozacy oparli się dopiero w Sosnówce koło Prandocina. Dzięki udanemu atakowi awansował do rangi podpułkownika.
Był uczestnikiem bitwy pod Szczekocinami, gdzie poprowadził kontratak przeciw połączonym siłom rosyjsko-pruskim. Po bitwie został awansowany do rangi pułkownika i w czerwcu 1794 objął dowództwo 2. regimentu. Jego postać została uwieczniona z karabinem w ręku na Panoramie Racławickiej przez Wojciecha Kossaka.